# František Křižík
František Křižík (8. července 1847 Plánice – 22. ledna 1941 Stádlec u Tábora) byl český technik, průmyslník a vynálezce. Jeho nejznámějším vynálezem byla oblouková lampa se samočinnou regulací. Vynalezl světelnou fontánu, zdokonalil elektrické tramvaje a mnoho dalších zařízení. Zabýval se též konstrukcí elektromobilů na úrovni prototypů.

## Život

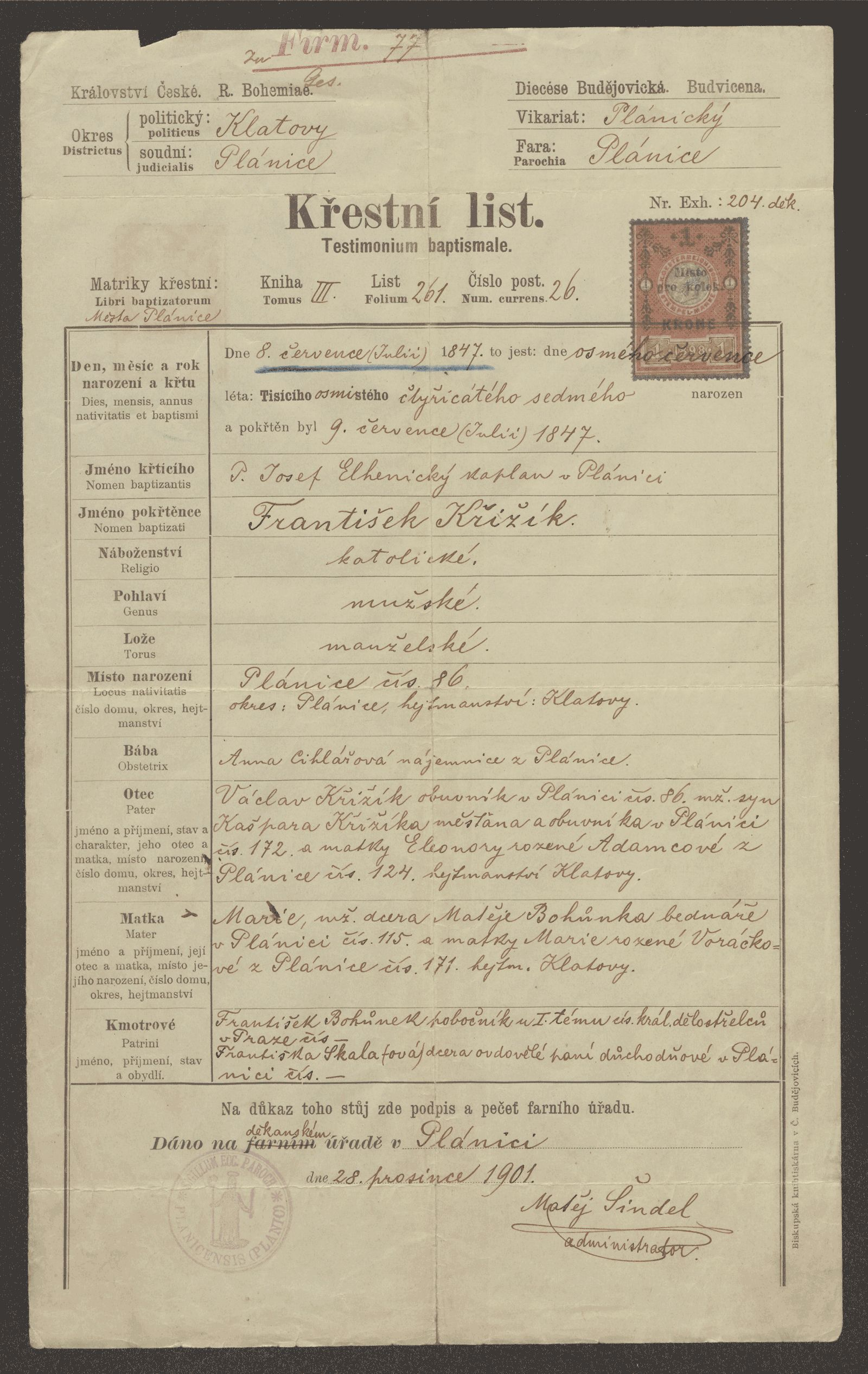
Křestní list Františka Křižíka

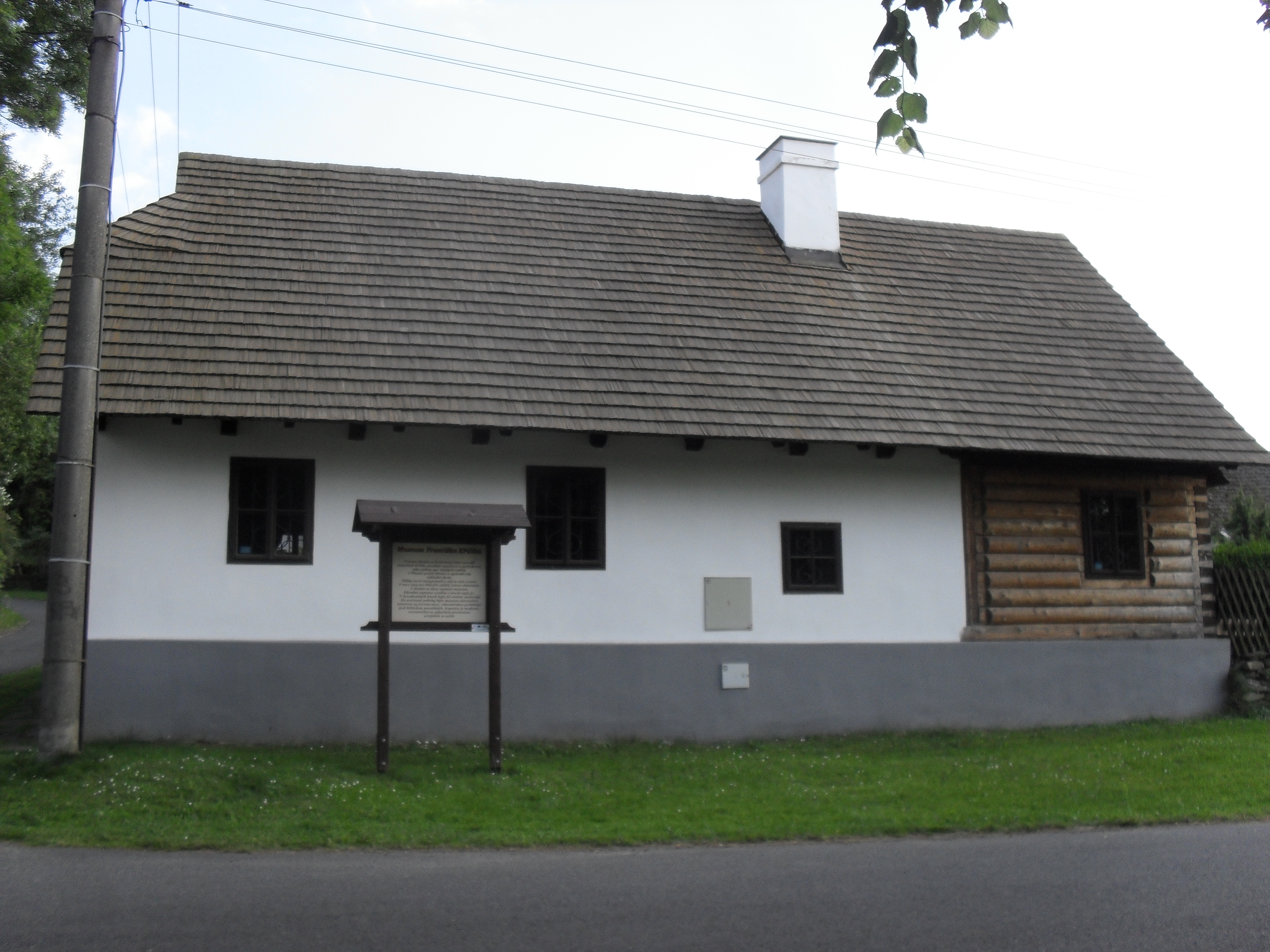
Křižíkův rodný dům (čp. 86) v Plánici, dnes slouží jako muzeum

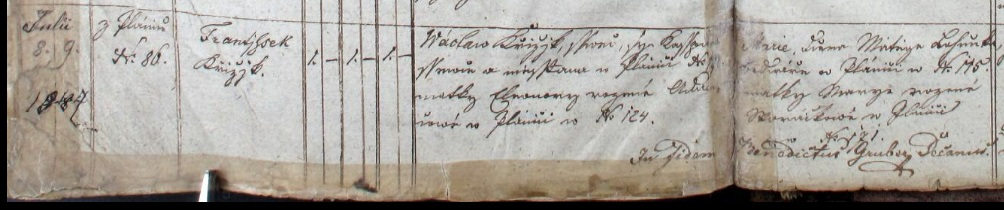
zápis v matrice Plánice o narození Františka Křižíka

František Křižík se narodil jako jediný syn do rodiny venkovského ševce Václava Křižíka (1803–1879) a posluhovačky Marie, rozené Bohunkové (1803–1895) v pošumavském městečku Plánice. V patnácti letech odešel na studia na tehdejší jedinou českou reálku v Praze, kterou vystudoval. Pro nedostatek peněz ale nemohl složit maturitu, jelikož si nemohl dovolit zaplatit poplatek za její složení. Přesto ho profesor Václav Zenger, který rozpoznal jeho nadání a technické nadšení, přijal na pražskou techniku (ČVUT) jako mimořádného posluchače. Již během studia si musel najít práci, nejprve soukromé doučování, opisování not a později práci v továrně Markus Kaufmann, která se zabývala výrobou telegrafních a signalizačních zařízení. Během práce zdokonalil železniční signalizaci, což se také stalo jeho prvním uznávaným vynálezem, za který obdržel 1000 zlatých.
Po studiích nastoupil jako železniční opravář a úředník u různých drah, od roku 1873 jako přednosta telegrafního oddělení na trati Plzeň–Chomutov.

### Rodina Františka Křižíka
Oženil se s Pavlínou Štulíkovou (1853–1923), dcerou mlynáře z Dolů u Luže. Svatba se konala 7. října 1872. Spolu měli sedm dětí:
- Bernard (1873–1890)
- Růžena (1875–1925), provdaná Trolschová
- Anna (1876–1960), provdaná Schmausová
- Pavlína (1878–1890)
- Marie (1886–1888)
- František (1888–1906)
- Jan Josef (1889–1973)

Ve stáří pobýval u dcery Anny a u syna Jana, kde roku 1941 zemřel.

## Vynálezy a podnikání
V roce 1878 zkonstruoval blokové signalizační zařízení. Navrhl zdokonalené elektrické návěstidlo, zkonstruoval ústřední stavění výhybek, a vytvořil blokovací signalizační zařízení, které znatelně omezilo nebezpečí vlakových srážek. Peníze z prvních vynálezů mu umožnily, aby se v létě roku 1878 vydal do Paříže na světovou výstavu. Kromě jiných technických novinek tu spatřil také elektrickou obloukovou lampu ruského vynálezce Jabločkova. Myšlenka elektrického osvětlení byla fascinující a předurčila další dráhu jednatřicetiletého vynálezce.

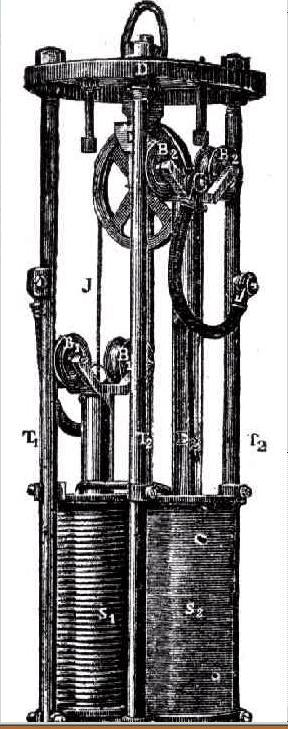
Křižíkův regulátor obloukové lampy

Ještě téhož roku vymyslel řadu zlepšení a roku 1880 patentoval podstatně zdokonalenou obloukovou lampu. Problém velmi účinných obloukových lamp bylo uhořívání uhlíkových elektrod, které se původně nastavovaly ručně, později různými regulátory. Křižík zkonstruoval jednoduché elektromagnetické zařízení, které pomocí dvou cívek a kuželových železných jader udržovalo stálý elektrický proud v lampě.
Vzápětí přesídlil do Plzně a otevřel si vlastní elektrotechnickou dílnu na výrobu obloukových lamp. Spřízněnou duši nalezl v plzeňském podnikateli Piettovi. V roce 1880 zavedl osvětlení v jeho papírně a Piett mu pomáhal uvést obloukovou lampu na český i zahraniční trh. V roce 1881 dosáhl velkého úspěchu na výstavě v Paříži. Jeho obloukovka konkurovala Edisonově žárovce, jelikož svítila silněji – a získala zlatou medaili. Křižíkovi se přezdívalo český Edison, i když on sám se tomuto označení bránil. Další ocenění získal na výstavě v Mnichově. Prodejem licencí do Anglie, Francie a Německa, kde firma Schuckert vyráběla až 5000 lamp ročně, získal dost peněz, aby se osamostatnil. Koncem roku 1883 se vrátil do Prahy, pronajal si starou tovární budovu „ve Staré Daňkovce“ v Žižkově třídě v Karlíně a zahájil rozsáhlou reklamu: v roce 1883 např. provedl bezplatně osvětlení technické výstavy ve Vídni a dostal opět medaili. Jenže sklízel spíš pocty, než zakázky.

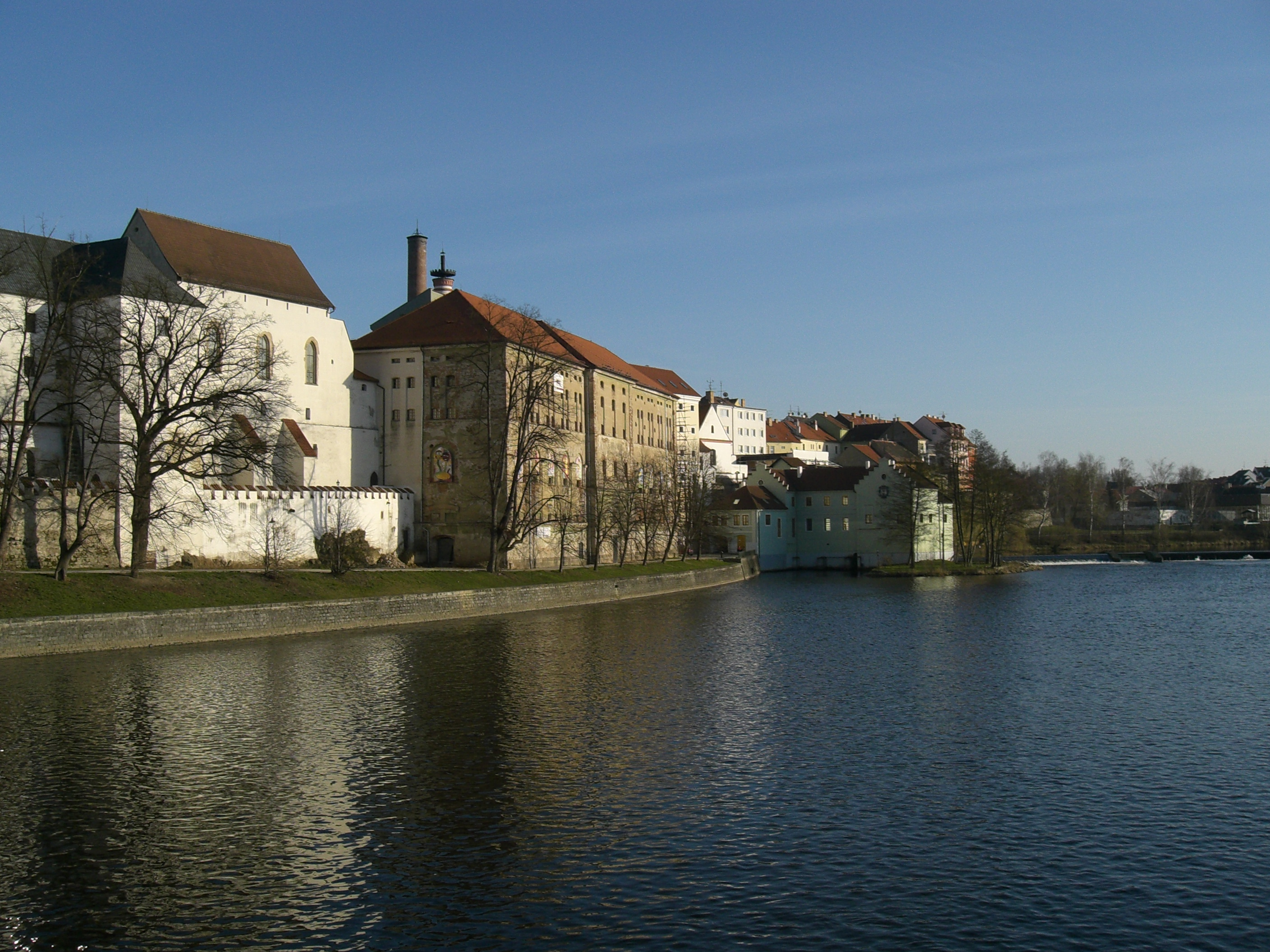
Pohled z Kamenného mostu na Písecký hrad a městskou elektrárnu, kterou nechal do mlýnů instalovat Křižík

Situace se obrátila v roce 1887, kdy obdržel první zakázky na městské pouliční osvětlení. V březnu rozzářily obloukovky Jindřichův Hradec a krátce nato také Písek. V roce 1889 postavil první městskou elektrárnu v Českých zemích pro Žižkov, a zanedlouho začal vyrábět, vedle obloukovek, i lustry, dynama a elektroinstalační materiál.
V roce 1890 přesídlil do najatých prostor v továrně „Fišlovka“ v Karlíně (tehdy měl již 150 dělníků, 30 montérů, 4 mistry a 14 úředníků), v roce 1894 pak do Královské třídy. 
Už několik let ovšem připravoval další velký projekt – pouliční elektrickou dráhu v Praze. Získat zakázku se mu však nedařilo, protože exkluzivní smlouvu na pražskou dopravu měly koňské dráhy. On však našel východisko: uskutečnil svoji myšlenku v rámci plánované Jubilejní výstavy v roce 1891. Provedl osvětlení celé výstavy a skutečně vybudoval tramvajovou trať na Letné, která vedla z Letné nad výstaviště v Královské oboře Oveneckou třídou. Měřila sice jen 800 metrů, stala se však opravdovou senzací. Byla to první elektrická trať s kladkovým svodem v celém bývalém Rakousku. Trať zůstala zachována k veřejné službě i po ukončení výstavy. Ještě větší slávu přinesla Křižíkovi jeho světelná fontána na Výstavišti. Tento triumf mu vynesl nové zakázky i bankovní úvěry. V roce 1896 zprovoznil hlavní část tramvajové trati Florenc–Karlín–Libeň–Vysočany. Po prodloužení a rozvětvení měřila 8 km a přepravovala ročně 2 miliony cestujících; roku 1907 ji odkoupily pražské Elektrické podniky.
Během svého života postupně vybavil na 130 českých elektráren svým zařízením. Zároveň mu ale začal vyrůstat nebezpečný konkurent – o patnáct let mladší inženýr Emil Kolben. Nezadržitelně se blížil střet koncepcí: zatímco on sám, podobně jako Thomas Alva Edison, stále věřil v budoucnost stejnosměrného proudu, Kolben pochopil, že větší perspektivu má proud střídavý. K rozhodující konfrontaci došlo při vyhlášení soutěže na výstavbu ústřední pražské elektrárny v Holešovicích. Tuto výhodnou zakázku získala Kolbenova firma.
Tato jeho obchodní prohra znamenala ztrátu zakázek i bankovních úvěrů. Přesto se pustil do dalšího náročného podniku: v roce 1903 vybudoval první elektrifikovanou meziměstskou trať v Rakousku-Uhersku, z Tábora do Bechyně. Z finančních problémů už nevybředl a během první světové války jej banky donutily přeměnit zadluženou firmu na akciovou společnost. V roce 1917 pak pro nesplácení úvěru Pražská úvěrní banka převzala jeho podnik. Roztrpčený vynálezce se stáhl do ústraní.

## Pocty
- Roku 1883 mu byl udělen Řád Františka Josefa, roku 1891 Řád železné koruny a stal se císařským radou. Roku 1905 byl jmenován doživotním členem Panské sněmovny, 1906 obdržel čestný doktorát technických věd a v roce 1927 se stal prvním laureátem Ceny Hanuše Karlíka.
- Když ve věku téměř 94 let zemřel na rodinném zámku ve Stádlci u Tábora, byl převezen do Prahy, a s poctami pohřben na Vyšehradském hřbitově.[4] Pohřeb slavné české osobnosti, v době německé okupace, proběhl jako symbol tiché manifestace proti této okupaci.[14]
- Na jeho počest je pojmenováno mnoho ulic v různých městech
- V místě, kde stál jeho závod, je stanice pražského metra Křižíkova. V jeho rodném městě bylo zřízeno malé muzeum, které dokumentuje jeho život a práci.[5]
- Křižíkova busta je umístěna na budově PRE v pražské Nitranské ulici (s chybným datem narození), v Plzni a v Bechyni

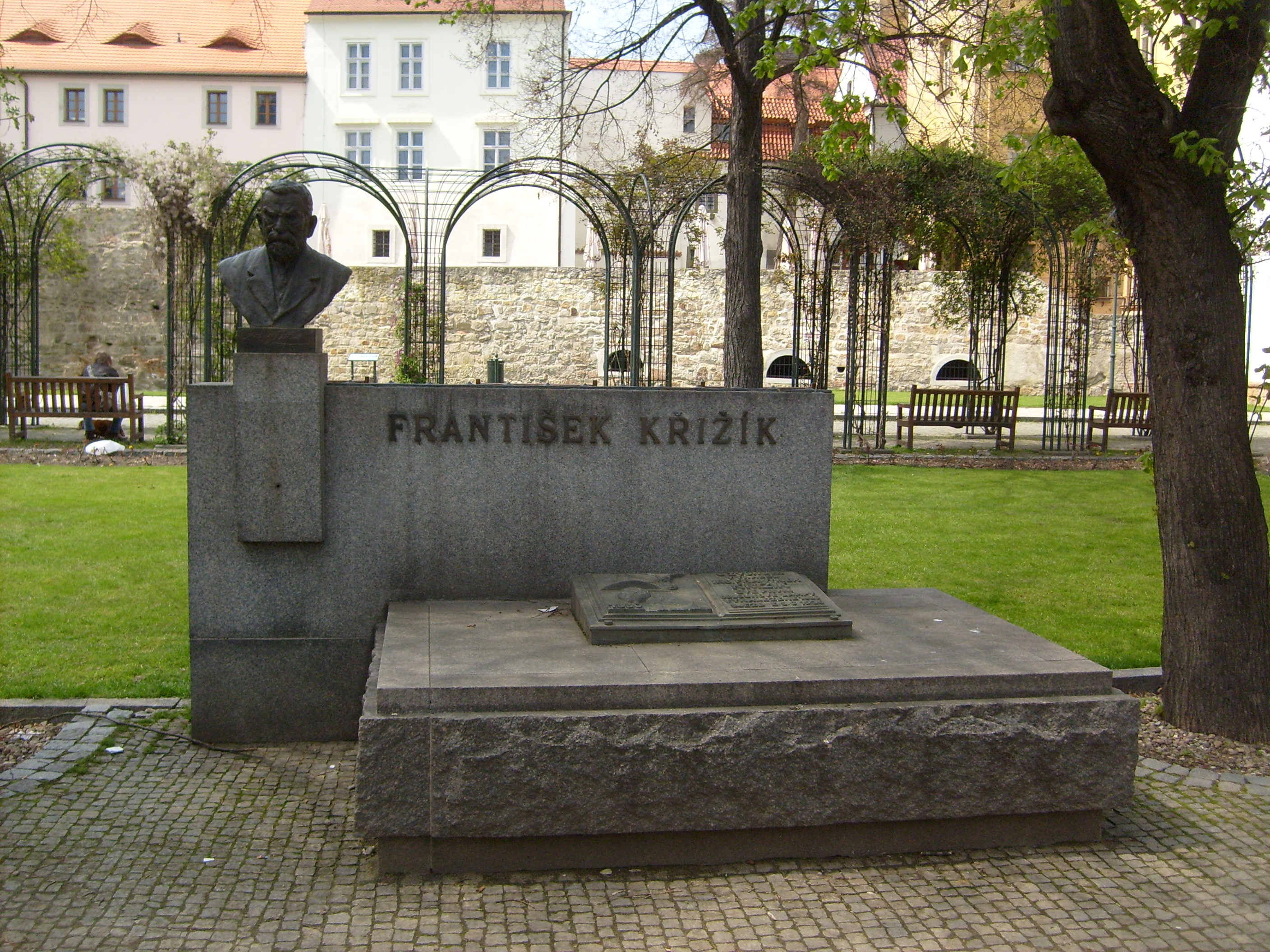
Pomník s bustou Františka Křižíka, Křižíkovy sady, Plzeň
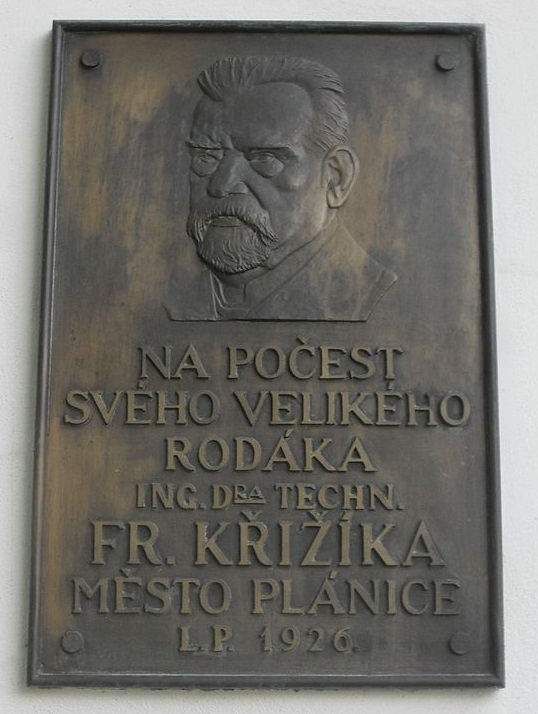
Pamětní plaketa v rodné Plánici
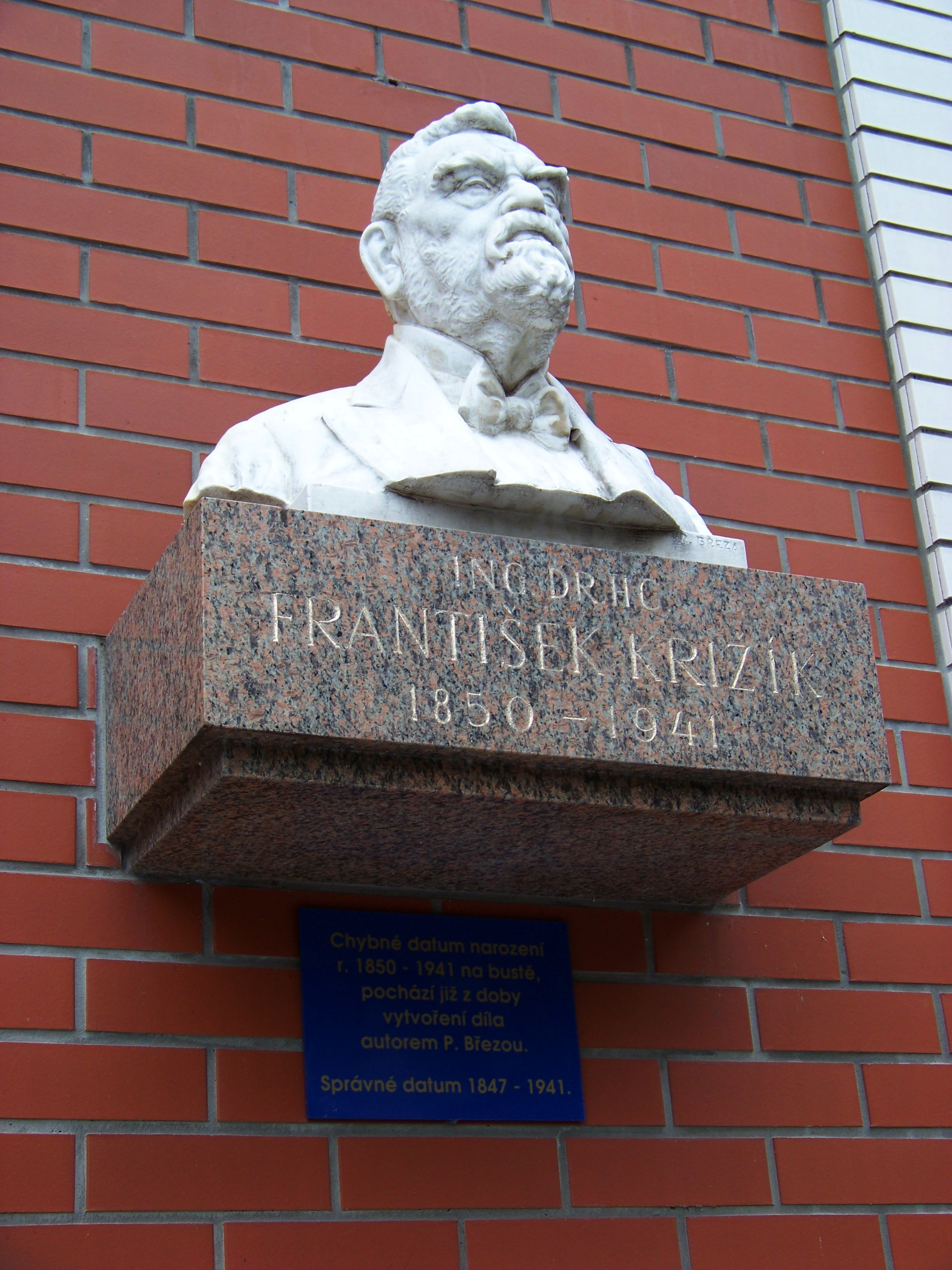
Vinohrady, Nitranská, PRE, Křižíkova busta
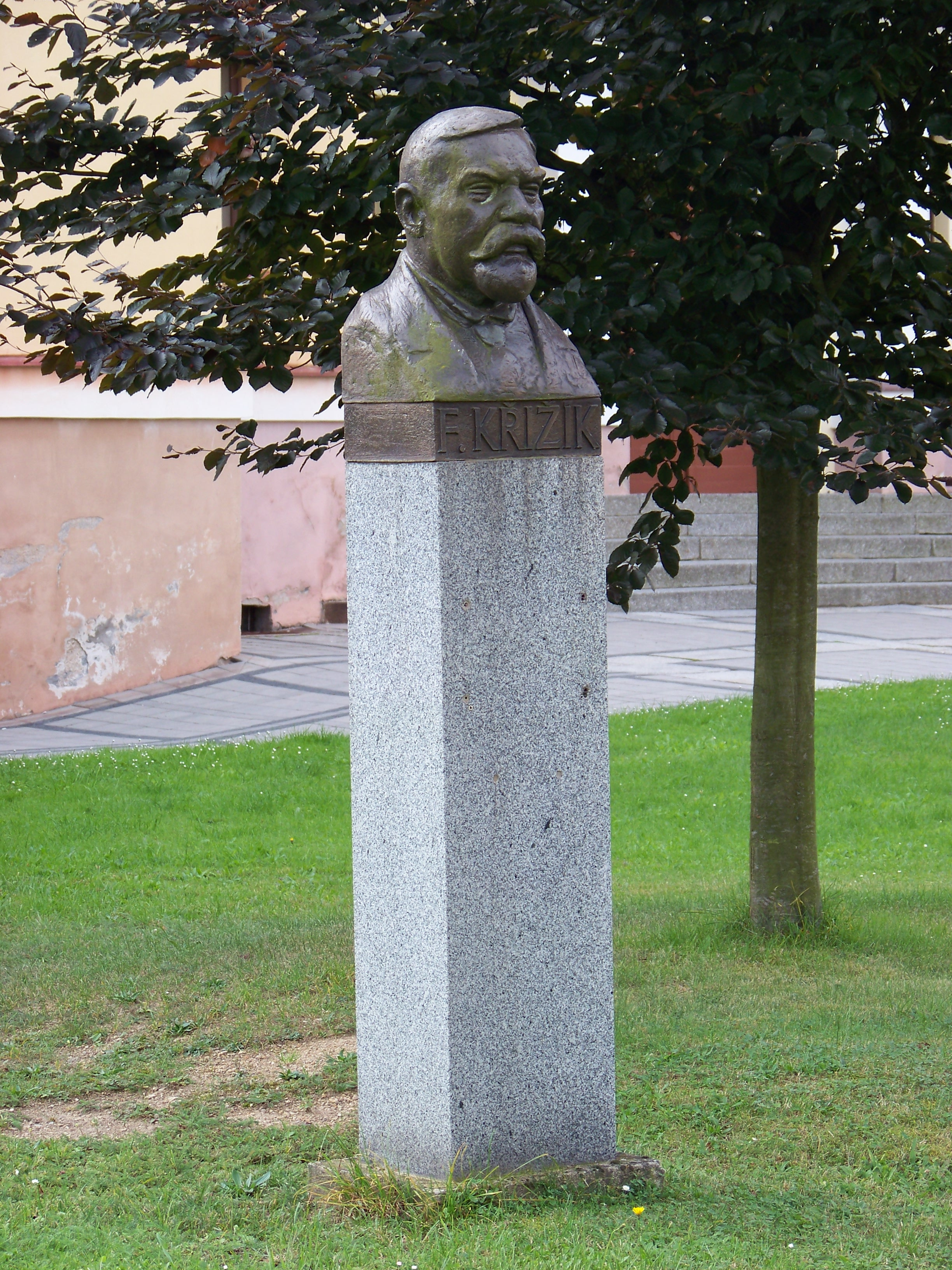
Bechyně, Libušina 164, Křižíkova busta před školou